# Kostajnica (Gemeinde)
Kostajnica (kyrillisch: Костајница; bis 1992 Bosanska Kostajnica, 1992 bis 2004 Srpska Kostajnica; deutsch veraltet Castanowitz) ist eine Kleinstadt mit etwa 5500 Einwohnern (Stand 2018) im Nordwesten von Bosnien und Herzegowina. Sie liegt am rechten Ufer der Una, einem Nebenfluss der Save und gehört zur Republika Srpska. Auf der gegenüberliegenden Uferseite der Una, die den Grenzverlauf zu Kroatien markiert, liegt die Stadt Hrvatska Kostajnica, die oft auch kurz Kostajnica (bzw. Castanowitz) genannt wird. Zu Zeiten der österreichisch-ungarischen Monarchie gehörten beide Teile zur Stadt Kostajnica.

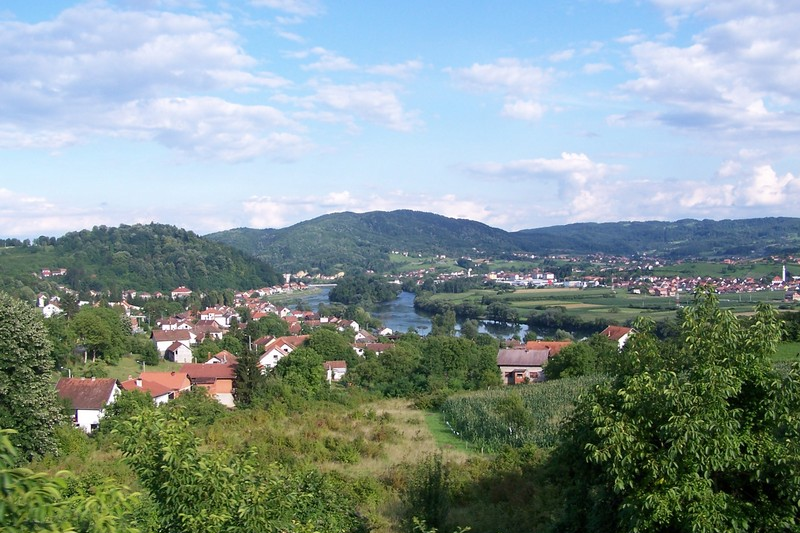
Hrvatska Kostajnica (links) und Bosanska Kostajnica (rechts)

Während des Bosnienkriegs wurde der Name Bosanska Kostajnica zu Srpska Kostajnica verändert. Jedoch wurde die Namensänderung vom Verfassungsgericht Bosnien und Herzegowinas am 22. September 2004 für verfassungswidrig erklärt und die Bezeichnung Bosanska Kostajnica für kurze Zeit wiedereingeführt. Diese Stadt ist nicht mit dem Ort Kostajnica bei Doboj zu verwechseln.

## Etymologie
Es wird angenommen, dass der Name der Stadt und der Gemeinde Kostajnica vom alten slawischen Wort für Edelkastanie (kostanj) stammt. Daher bedeutet der Name Kostajnica wohl „Land der Kastanien“, denn in den Wäldern der Gemeinde Kostajnica wächst dieser besondere Baum. Der Name dieser Siedlung wurde erstmals im Jahr 1258 aufgezeichnet.

## Wappen
Das Wappen der Gemeinde Kostajnica hat die Form eines mittelalterlichen Schildes. Im mittleren Teil befindet sich eine Kastanie mit einem Blatt, die den Ursprung des Namens dieser Gemeinde und der Pflanze darstellt, die in diesem Gebiet (selten) wächst. Im unteren Teil des Wappens befinden sich zwei Blätter, die zusammen einen unteren Rahmen bilden. Über diesen beiden Blättern befinden sich: die Una (mit Blau dargestellt), auf der linken Seite die Brücke, die zwei Städte verbindet, und auf der rechten Seite die mittelalterliche Burg. Hinter der Kastanie und dem Blatt im mittleren Teil befinden sich zwei Kurven, die den Hügel von Balj darstellen, wo man diese kostbaren Früchte finden konnte. Auf dem Wappen befindet sich die Flagge der Republika Srpska. Steinblöcke repräsentieren den Willen zu bauen und stark zu sein. Im oberen mittleren Teil des Wappens steht 1258, das das Jahr darstellt, in dem der Name Kostajnica erstmals aufgezeichnet wurde.

## Siedlungen
Die Gemeinde Kostajnica umfasst im Vergleich zu den anderen Gemeinden in Bosnien und Herzegowina ein sehr kleines Gebiet. Die Gemeinde hat eine Fläche von 85,12 km2 und wurde im Jahr 1995 gegründet. Daher ist sie eine der jüngsten Gemeinden in der Republika Srpska. Auf dem Gebiet der gesamten Gemeinde gibt es 11 ländliche Siedlungen und nur eine städtische Siedlung (Kostajnica – Gemeindesitz). Die Siedlungen, aus denen sich das Gebiet dieser Gemeinden zusammensetzt, sind: Gornja Slabinja, Grdanovac, Gumnjani, Zovik, Kalenderi, Kostajnica, Mrakodol, Mraovo Polje, Petrinja, Pobrđani, Podoška und Tavija.

## Geografie
Die Gemeinde Kostajnica liegt im Nordwesten der Republik Srpska sowie in Bosnien und Herzegowina und liegt an einem der Enden des Territoriums der Republika Srpska (andere ist Trebinje im Südosten). Das Gebiet der Gemeinde Kostajnica liegt am rechten Flussufer der Una. Die Nord- und Nordwestgrenze stellt den Fluss Una dar, der auch die Grenze zwischen Kroatien und Bosnien und Herzegowina darstellt. Die Südgrenze stellt die Grenze mit der Gemeinde Novi Grad dar und die Ostgrenze ist die Grenze mit der Gemeinde Kozarska Dubica.
Die Fernstraße von größter Bedeutung, die diese Gemeinde durchquert, ist die Fernstraße M-14 (Bihać – Bosanska Krupa – Novi Grad -Kostajnica – Kozarska Dubica – Gradiška) und die Regionalstraße R-475 (Kostajnica – Prijedor). Für diese Stadt hat der Grenzkontrollpunkt zwischen Bosnien und Herzegowina und Kroatien eine große Bedeutung für die lokale Wirtschaft und befindet sich im Zentrum der Stadt. Durch das Gebiet dieser Gemeinde verläuft die Eisenbahnstrecke Zagreb – Banja Luka, nämlich durch die Siedlung Grdanovac, aber es gibt derzeit keinen Bahnhof und ist auch nicht geplant. Die regionale Lage von Kostajnica bietet seiner Gemeinde viele Möglichkeiten, insbesondere die Ausrichtung auf Westeuropa. Diese Gemeinde liegt etwa 100 km von Banja Luka, 90 km von Zagreb und 50 km von Prijedor entfernt. Diese Gemeinde ist ein wesentlicher Bestandteil der Region Prijedor. Historisch gesehen gehört Kostajnica auch zu Knešpolje (der Miniregion zwischen den Städten Kostajnica und Kozarska Dubica), Pounje (Tal des Flusses Una von Novi Grad bis Kozarska Dubica) und Krajina (große Region der Republika Srpska mit den Regionen Prijedor und Banja Luka).

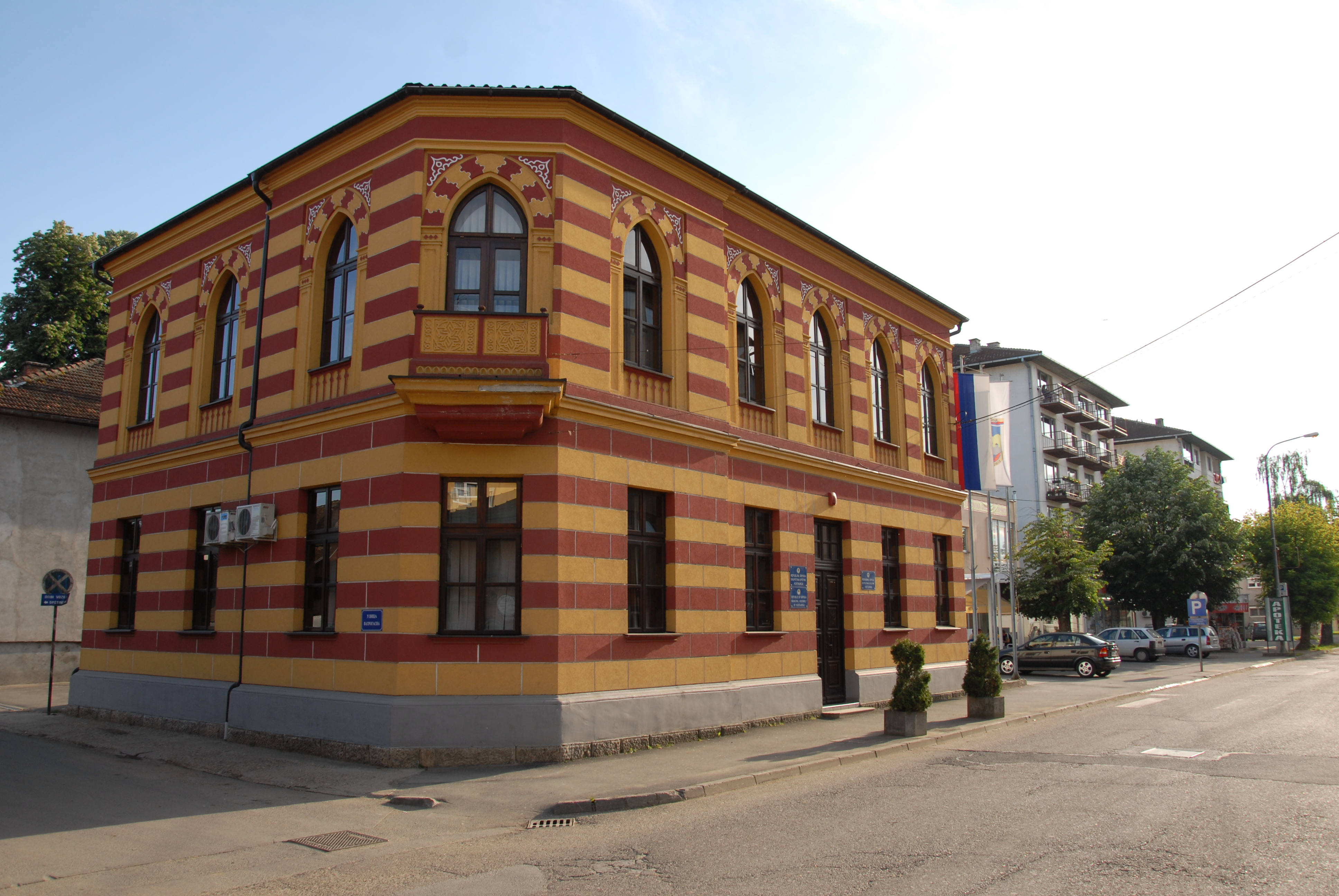
Gebäude der Gemeindeverwaltung

Kostajnica liegt am nördlichen Abhang des Kozara-Gebirges, dessen westlicher Teil sich hier bis auf 466 m erhebt.

## Geschichte
Menschliche Siedlungen im Gebiet der Gemeinde Kostajnica wurden erstmals aus einer sogenannten "Vučedol-Kultur" erfasst. Aus den gefundenen Überresten und erhaltenen Dokumenten geht hervor, dass in der Zeit des alten Roms im Gebiet der heutigen Gemeinde Kostajnica Handelsverkehr über der Una stattfand. Kostajnica war aufgrund seiner Lage bereits eine bedeutende Siedlung innerhalb des römischen Wasserversorgungssystems. Der Name Kostajnica wurde erstmals im Jahr 1258 als Toponym erwähnt. Im Mittelalter war Kostajnica als bedeutende kommerzielle Siedlung und Festung Teil des ungarischen Königreichs, d. h. im Besitz eines Adligen, der die ungarische Krone erkannte. Nach 1513 (dem Sieg der Türken in Dubica) wechselten die folgenden Herren in ständiger Kriegsführung: das Osmanische Reich und die Habsburgermonarchie, später die österreichisch-ungarische Monarchie. Als integraler Bestandteil des Königreichs Illyrien unterstand das Gebiet von Kostajnica 1809 der Herrschaft Napoleons und blieb bis 1814. Während der französischen Herrschaft wurde eine Holzbrücke zwischen den beiden "Kostajnicas" (zwei Städten, die sich auf beiden Seiten des Ufers der Una befinden), um den Waren- und Personenfluss zu erleichtern. Dies war damals die einzige Brücke auf der Una, die zum Transport von Gütern aus dem Nahen Osten nach Europa und umgekehrt diente. Nach einer kurzen französischen Regierung geriet Kostajnica 1814 erneut unter türkische Herrschaft. Während der Zeit der türkischen Herrschaft erregte die Bevölkerung dieser Region zahlreiche Aufstände. Der berühmteste ist Pecias Aufstand von 1858, der von den Hadschks Petar Petrović Pecija und Petar Garača angeführt wurde. 1878 geriet Kostajnica erneut unter österreichische Herrschaft und blieb bis zum Ende des Ersten Weltkriegs. Während der österreichisch-ungarischen Zeit war Kostajnica zunächst ein Bezirk und später ein Teil des Bosnisch-Novischen Bezirks. Während des Königreichs Jugoslawien war Kostajnica ein Handels- und Handwerkszentrum. Während des Zweiten Weltkriegs beteiligte sich die Bevölkerung dieser Region massiv am Kampf gegen den Faschismus. Dies wird durch die legendäre Balj Truppe (benannt nach dem Hügel über Kostajnica) belegt, die sich aus Kämpfern zusammensetzte, die hauptsächlich aus der Region rekrutiert wurden. Neben den gefallenen Kämpfern, bis zu 1.848, kamen die Einwohner der Gemeinde als Opfer des faschistischen Terrorkrieges ums Leben. Ihre Hinrichtungsstätten sind Jasenovac, Zemun, Bajića James und Zečevo Brdo. Nach dem Zweiten Weltkrieg existierte Kostajnica unter dem Namen Bosanska Kostajnica als Gemeinde im Bezirk Bosanski-Novi und später im Bezirk Prijedor.